# Aanbrug
Een aanbrug is het gedeelte van een brug dat een hoofdoverspanning met het landhoofd verbindt. Voornamelijk bij rivieren bestaat een brug uit meerdere overspanningen. De hoofdoverspanning wordt vaak relatief lang gemaakt, om de scheepvaart niet te hinderen (bijvoorbeeld de Kuilenburgse spoorbrug) of om de bouw van hoge pijlers in een diepe rivier of afgrond te vermijden (bijvoorbeeld de Golden Gate Bridge). 
De aanbruggen, die op hogere grond steunen en niet boven de vaargeul liggen, zijn uit economische overweging vaak (veel) korter dan de hoofdoverspanning.

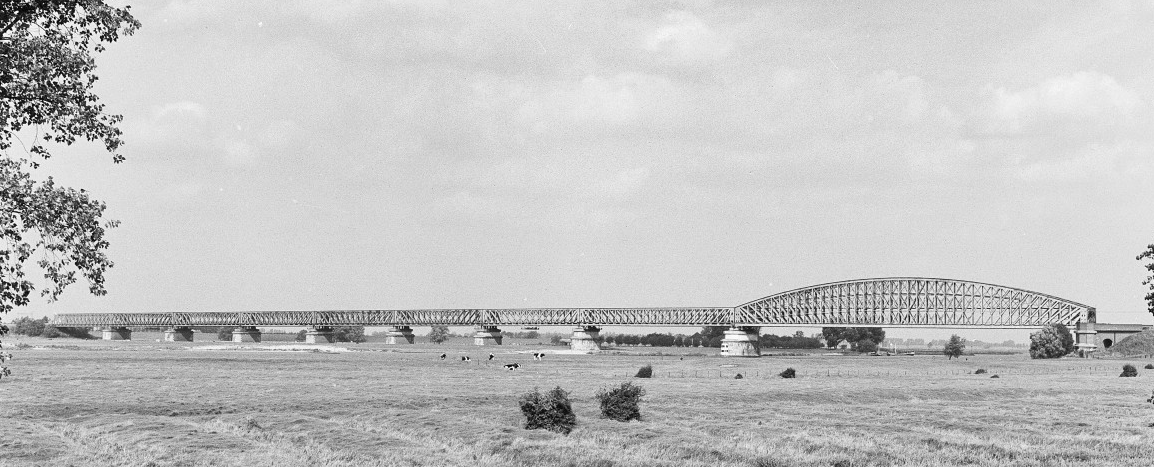
De oude (1868-1983) spoorbrug over de Lek bij Culemborg met zijn 8 aanbruggen. De hoofdoverspanning van 157 meter overspant in één keer het zomerbed van de rivier; de aanbruggen overspannen de uiterwaarden.